# Het Voronov-complot
Het Voronov-complot is het veertiende album uit de reeks Blake en Mortimer, en het eerste dat door scenarist Yves Sente en tekenaar André Juillard geschreven werd. Het verhaal speelt zich af in het jaar 1957. Onder andere de Berlijnse Muur komt erin voor.

## Plot
Een buitenaardse bacterie komt in handen van Sovjet-dokter Voronov, die de bacterie gebruikt om zijn eigen plannen te realiseren.

## Historische gebeurtenissen
Hoewel het nergens vermeld staat, kunnen we aan de hand van een aantal historische gebeurtenissen afleiden dat het verhaal zich in 1957 afspeelt:
- 25 maart: Mortimer bespreekt met Blake het feit dat zes buurlanden van de U.K. zich verenigd hebben tot de EEG. Op die datum werd het verdrag van Rome getekend.
- 25 juni: bezoek van de Queen-Mother aan Liverpool.
- Bij aankomst van Mortimer op het station van Liverpool wordt Mortimer in de coupé van de trein verteld dat Liverpool 750 jaar bestaat: 1957.
- 6 juli, Woolton, Liverpool: Mortimer vraagt Paul McCartney waar hij de priester van St. Peter's Church kan vinden. Die priester staat op dat moment voor het podium waar The Quarrymen met John Lennon aan het optreden zijn. Het is daar dat de twee toekomstige Beatles elkaar ontmoet hebben.
- 4 oktober: de lancering van de eerste Spoetnik wordt op de radio aangekondigd.